# أندريه شوبرت
أندريه شوبرت (بالألمانية: André Schubert)‏ (24 يوليو 1971 في ألمانيا - ) هو مدرب كرة قدم ولاعب كرة قدم ألماني في مركز الوسط. لعب مع بوروسيا مونشنغلادباخ وKSV Baunatal ‏ وKSV Baunatal ‏ وFSC Lohfelden ‏ وOSC Vellmar ‏.

## وصلات خارجية
- أندريه شوبرت على موقع قاعدة بيانات كرة القدم.إي يو (الإنجليزية)
- أندريه شوبرت على موقع بيانات كرة القدم. دي إي (الألمانية)
- أندريه شوبرت على موقع Soccerway.com (الإنجليزية)
- أندريه شوبرت على موقع عالم كرة القدم.نت (الإنجليزية)